# تپه گرگه چال
تپه گرگه چال مربوط به دوره اشکانیان است و در شهرستان هرسین، بخش بیستون، روستای زازرم واقع شده و این اثر در تاریخ ۴ خرداد ۱۳۸۴ با شمارهٔ ثبت ۱۱۷۸۱ به‌عنوان یکی از آثار ملی ایران به ثبت رسیده است.